# Боднарчук Іван Дмитрович
Іван Іриней Боднарчук (справжнє ім'я й прізвище: Іван Чабанрук; *21 грудня 1910, Чернятин, Станіславщина—† 1990, Торонто, Канада) — український письменник, диригент хорів, педагог, журналіст та громадський і культурний діяч. Відомий у діаспорі укладач підручників та фундатор україноканадських товариств. Творча спадщина автора досі недосліджена й неопублікована.

## Біографічні відомості
Іван Боднарчук народився 21 грудня 1910 року в опільському селі Чернятин поблизу Городенки, на Станіславщині (нині — Івано-Франківщина).
Навчався в українській гімназії в Городенці, педагогічному інституті.
Працював повітовим організатором, диригентом і режисером у Косівщині. З 1937 р. почав друкуватися. У роки Другої світової війни емігрував, перебував у таборах (Німеччина), брав участь у діяльності МУРу. У 1948 р. емігрував до Канади. Працював у Інституті св. Петра Могили в Саскачевані та вчителем і диригентом в Онтаріо.
З 1956 р. мешкав у Торонто, учителював, де заснував журнал для молоді «Сумківець»; директор школи ім. М. Грушевського.
У 1958 р. організував літні курси українознавства. Член Світової Координаційної Виховно-Освітньої Ради при Світовому Конгресі Вільних Українців, член Об'єднання українських письменників «Слово», голова літературно-мистецького товариства «Козуб».

## Творчий доробок
Підпавши під вплив творчості «Покутської трійці» (письменників, що мешкали по-сусідству з його селом) він теж спробував себе у красному письменстві. Фундаментом його творчій натурі стали: народна школа в рідному селі, гімназія в Городенці, Педагогічний інститут в Івано-Франківську і подальші Заочні студії в УТГІ в Подєбрадах (Чехословаччина). Уже замолоду цікавився музикою, співом та, як гімназист, провадив хор у Чернятині. Згодом працював учителем на Косівщині, де організував молодь і був диригував хорами.
З-під пера Боднарчука Івана вийшли книжки:
- «На перехресних шляхах» (1954)
- «Кладка» (1956)
- «Знайомі обличчя» (1961)
- «Друзі моїх днів» (1967)
- «Далекі обрії» (1968)
- «Покоління зійдуться» (1974)
- «3амрячені ранки» (1978)
- «До рідних причалів» (1979), відзначено премією ім. І.Франка
- «Заобрійні перегуки» (1984)
- «Покоління зійдуться» (1985)
- «У дорозі життя» (1986)
- «Розквітлі сузір'я» (1987)
- «У вікнах життя» (1990)

Посмертно видано:
- «На весело» (1991) під псевдонімом Уриней Чабанчук,
- «Над Черемошем» (1992)
- «Квіточка прибраній матусі» (1993)

## Відзнаки
Відзначений Українським літературним фондом ім. І. Франка в Чикаго (1978,1983). За довголітню працю на полі української педагогіки нагороджений у 1983 Шевченківською медаллю Конґресу Українців Канади.

## Спогади про І. Бондарчука
«Влітку з 1958 р. під час вакацій протягом 12 років щорічно учителював, а кількаразово був директором Курсів українознавства на оселі „Київ“. У програмі навчання крім українознавства був хор, народні танці та драматичні вистави. В цій праці виникла потреба драматичної творчости, зокрема коротких сценок з таборового життя, що він і написав („При спалахах ватри“ і „Наша ватра“). Сценічні твори давали молоді змогу краще засвоювати свою рідну мову та збуджували любов до пісні, звичаїв та української культури і всього, що українське. Іван Боднарчук працював шкільним інспектором у Канаді, відвідував наші поселення від Торонта до Ванкуверу, не минав ані однієї української школи. Свої спостереження про шкільництво залишив у книжці „До рідних причалів“ на 256 сторінках з багатьма ілюстраціями. Працював на цьому пості від 1969 до 1979 р., а других 10 років обмежився до самого Онтаріо. Є автором трьох читанок для Рідних Шкіл для II, III і IV років навчання (з ілюстраціями, словниками і граматичними вправами). Подбав також і про читанку „Ватра“ для V—VI кляс з допомогою інших вчителів… У школі, патроном якої був Михайло Грушевський, добре діяв гурток батьків. В деяких роках учнів було до 150. Завершили навчання т. зв. матурою 57 випусників. Директором цієї школи І. Боднарчук був протягом 17 років. Зв'язок з випусниками довів до створення гуртка молоді, завданням якого є продовжувати творчу діяльність серед старшої молоді. Вечорів такої молоді відбулося 8 з програмами: гра на музичних інструментах, літературна творчість. Провадив І. Боднарчук також і видавничу діяльність — дбав про друк підручників, літературних творів для дітей і молоді, родина його віддавала свої приміщення для книжок та всіх друкованих матеріялів. Учителька Емілія Боднарчук була довгі роки, і досі є, відданим ентузіястом розповсюдження дитячих книжок серед шкіл і родин у поселеннях українців у світі. Видано 22 різних книжок ОПЛДМ для дітей і молоді за останніх 12 років головування І. Боднарчука. Звіт про видавничу діяльність поданий у 12 числах Бюлетеня ОПЛДМ. Останній появився 1988 року з матеріялами п.н. «Ювілей 1000-ліття християнства України і наші діти». Що другого року в Торонті відбуваються курси для вчителів під проводом Шкільної Ради Онтаріо. Провадив їх завжди І. Боднарчук, а Емілія Боднарчук дбала про продаж книжок та виставки їх під час курсів та всіх імпрез у ділянці шкільництва. Кожного року відбувалися семінари для вчителів і фірмувала їх Шкільна Рада Онтаріо, але найбільше праці вклав у їх проведення директор І. Боднарчук. Заходом ОПЛДМ рік-річно в Торонті відбуваються Свята книжки. І. Боднарчук - голова ОПЛДМ, ініціював по школах гуртки «Книголюбів». Учні за прочитання відповідної кількости книжок, як лектур у школі, діставали нагороди книжками.
Журналістична праця І. Боднарчука - дописи в пресі і про культурне життя українців в Канаді, а зокрема життя молоді й дітвори. Та особливою ділянкою діяльності була його літературна творчість... Особлива любов і увага І. Боднарчука до дітей виявилася у творі "Знайомі обличчя». У ньому автор описує свої переживання криви коли улюблену черемху біля вікна батько зрубав вершок і використали дерево для вішання горшків. Цю подію молодий І. Боднарчук глибоко пережив і створив «Знайомі обличчя», тобто обличчя дітей, які стали змістом його життя»'''.
Т. Горохович (передмова до: Боднарчук І. Квіточка прибраній матусі)
»…Прибувши до Канади в 1948 р., він почав культурно-освітню працю в Інституті Петра Могили в Саскатуні, де свого часу співосновником цього Інституту був його вуйко Павло Боднарчук. Під час дня І. Боднарчук працював фізично, а вечорами провадив студентський хор і драматичний гурток. Студентська молодь давала концерти і ставила вистави та гумористичні вечори під його керівництвом. …Він учителював у різних школах Торонта, як також співпрацював в Інституті св. Володимира в ту пору, коли зреалізувався задум купівлі будинку для Інституту. Було обрано Комітет для чартерування Інституту, до якого ввійшли: адв. Теодор Гуменюк, д-р С. Климашко, Іван Боднарчук, Нестор Грабовський, адв. Юліян Романко, дост. міністер Іван Яремко і П. Гайовський. …Від 1958 до 1969 року директорами курсів (українознавства) були д-р С. Климашко, Нестор Олійник, Богдан Панчук, Іван Боднарчук, Юрій Джуравець. На закінчення кожних курсів студенти завжди давали концерти, а драматичний гурток ставив п'єси з таборового життя студентів, сценарії до яких писав сам Іван Боднарчук. Крім того, під редакцією І. Боднарчука студенти видавали журнали «Тихий яр», «На оселі», «Ватра». Протягом 1963-64 рр. в Інституті приміщувалася екзекутивна канцелярія СУС на Канаду. Головою її був Теодоро Гуменюк, секретарем д-р С. Климашко, а екзекутивним директором Іван Боднарчук, який провадив канцелярію СУС. Одночасно він почав видавати молодечий журнал «Сумківець». Тут буде на місці помістити листа від організатора СУМК на Канаду Григорія Тижука, який писав: «Дорогий Пане Боднарчук» Не раз думав написати до журналу та завжди бракує часу. По Різдві напишу. Посилаю вам три передплати. Дуже прошу вишліть передплатникам журнал «Сумківець». Він дуже гарний, добре щоб став місячником. Остають зі щирим сумківським привітом, — Г. Тижук". Довголітні голови дирекції Інституту д-р Климашко і д-р Смильський часто повторювали, що однією і найголовніших сторінок діяльності Інституту були літні Курси Українознавства на оселі «Київ», які започаткував Іван Боднарчук."''
д-р С. П. Климашко (слово до: Боднарчук І. Квіточка прибраній матусі)